# Argas polonicus
Argas polonicus ist eine bei Vögeln parasitierende Lederzecke. Wie die Taubenzecke (Argas reflexus) bevorzugt sie Tauben als Wirt, aber auch andere Vögel werden befallen. Sowohl Nymphen als auch Adulte suchen nur nachts einen Wirt auf und verstecken sich tagsüber. 
Weibliche Zecken sind 5,5–11 × 4,5–7,5 mm, männliche 5,5–8 × 3,5–5,5 mm groß. Die Zecken haben eine pyramidale Körperform, der Rand ist breit. Das Hypostom ist dreimal so lang wie breit, die Borsten kürzer als bei der verwandten Art A. vulgaris.